# ガレッジセール
ガレッジセールは、吉本興業（東京本社）所属のお笑いコンビ。1995年5月結成。略称は「ガレッジ」。当初のコンビ名は「ガレージセール」。

## メンバー
川田（かわた、1973年2月1日 - ）（52歳）
ツッコミ（現在はボケ）担当、立ち位置は向かって左。
- 沖縄県那覇市出身。
- 那覇市立松城中学校、沖縄県立真和志高等学校卒業。
- 本名：川田 広樹（かわた ひろき）-  メディアによってはフルネームで紹介される。
- 大阪府枚方市在住。
- 愛称は「川ちゃん」。

ゴリ（1972年5月22日 - ）（53歳）
ボケ（現在はツッコミ）担当、立ち位置は向かって右。
- 沖縄県那覇市出身。
- 那覇市立松城中学校、沖縄県立首里高等学校卒業、日本大学芸術学部映画学科演技コース中退。
- 血液型A型。
- 本名：照屋 年之（てるや としゆき）
- 東京都目黒区在住。
- 芸名である「ゴリ」は、マッコイ斎藤と田村淳（元ロンドンブーツ1号2号）によって命名された。
- 祖父は音楽家の照屋林助。「りんけんバンド」のリーダーである照屋林賢は叔父にあたる。また、親戚の照屋林蔚は中華民国総統・蔣介石の要請により、台湾の国軍を秘密裏に支援した旧日本軍将校を中心とする軍事顧問団「白団」の民間人メンバーである。

2008年9月ごろまで、二人の立ち位置は現在と左右逆だった。

## 略歴
中学時代の同級生。中学3年の夏、川田が那覇市立松城中学校へ転校し、ゴリとクラスメイトになり出会う。
ゴリは役者志望だったが、日本大学芸術学部在学中、友人からの「面白いからお笑いやればいいのに」というひと言がきっかけでお笑い芸人を志し大学を中退。当時沖縄在住だった川田を誘いガレッジセールを結成する。
1995年、東京吉本総合学院（東京NSC）第1期生への入学を希望するが、すでに入学受付は終了していた。そんな折ゴリは、雑誌にて渋谷公園通り劇場の存在を知り「芸人にしてほしい」と申し入れるが、芸人養成はしていないと断られる。その後、「ボランティアスタッフ」を偶然見つけ、月曜から金曜まで1日15時間を劇場スタッフとして無給で働いた。無給で働く条件として「本番中だけ芸の勉強をしたい」と要求。先輩芸人の芸を学びながら雑用や会場作り、客の呼び込みのほか、当時劇場で活躍していたココリコやロンドンブーツ1号2号ら芸人を楽屋からステージまで誘導していた。
ボランティアスタッフとなり数か月を経て初舞台を踏んだ。カルト芸人トーナメント『続・やけど温泉』での準優勝が認められ、渋谷公園通り劇場の第1号芸人となる。準優勝した映像は2007年の『メントレG』（フジテレビ系）で初公開された。
同期にはダイノジ、おぎやはぎなどがいる。芸歴は初舞台の時点からカウントされるため、東京NSC第1期生である品川庄司はガレッジセールを先輩として接している。大阪NSCにおける13期と14期の間にあたり、同年デビューのブラックマヨネーズは数か月先輩なため、タメ口を交じえた敬語で会話する。
コンビ名は「ガレージセール（自宅車庫を即席の店舗にして、家の不用品を通行人に売る）のように、気軽に売り出せる笑いを」の思いを込め、渋谷公園通り劇場の作家が命名。当初は「ガレージセール」名義で活動するも、二人は「ガレージセール」の発音が不得手だった。そこで、”ガレージ”の長音符（ー）を促音（ッ）に変更したところ容易く発音できたため、現在の「ガレッジセール」となった。反抗の意味も含んでいる。不採用となった芸名に「さとうきび畑でつかまえて」「具志堅ようこそ」がある。
1997年10月から放送された『ロンブー荘青春記』（日本テレビ系）のレギュラーに抜擢。出演時の二人は川田・ゴリいずれも、“年齢は共に19歳”と年齢詐称していた。同番組内にて、田村淳は本名で活動する照屋に「ゴリ」とニックネームを付け、そのまま芸名として使用した。
『ポエム番長』(サンクチュアリ出版、マッコイ斎藤/監修 ピエール瀧/解説)でのマッコイのプロフィール欄には「マッコイ斎藤がゴリの名付け親」との記載がある。
その後、『森田一義アワー 笑っていいとも!』のレギュラーをつかみ、『ワンナイR&R』でのレギュラー出演により大ブレイクを果たす。「ゴリエ」「川ちゃん」という『ワンナイR&R』から生まれた2人のキャラクターが人気を集めた。以降も活躍し自身の冠番組を持つまでに成長。出身地の沖縄が舞台であるNHK連続テレビ小説『ちゅらさん』へ2人で出演した。
2018年6月8日、川田が急性肺塞栓症のため休養することを発表。
2018年12月、京都市交響楽団のオーケストラディスカバリーの司会を担当した。

## エピソード
ゴリは身体能力と運動神経が傑出しており、鉄棒での大車輪や、ジャッキー・チェンを彷彿とさせるアクションをこなす。
川田はツッコミでありながら、たびたびボケるのだが、母親の天然ボケが要因のひとつである。バイクの運転が得意。
主なネタはショートコント。ルミネtheよしもとなどの舞台にて披露している。彼らの代表作は、ネタのブリッジでもある「エンダンス、エンダンス、エンダンス、エンダンス、エンダンス、ダンス、ダンス、ダンス、エンジョイプレイ」。テレビ等では2002年ごろまで頻繁に見られた、いわゆる持ちネタである。のちに2005年12月23日放送の『鶴の間』、2007年6月7日放送の『とんねるずのみなさんのおかげでした』などで披露した。2009年3月24日の『ドリームライブ2009』にて、矢島美容室が会場リポーターだったガレッジセールに無茶振りし「エンジョイプレイ」を披露。同年9月7日の『しゃべくり007』では「エンジョイプレイ」とデビュー当時のネタを演じた。
幼少時代の佐々木彩夏（ももいろクローバーZ）と共演している。
全国区となったきっかけの一つが『笑っていいとも!』である。1999年10月からの毎週火曜日、プリンプリン・やるせなす・ガレッジセールの3組が、週ごとに交代するかたちで毎週いずれか1組が出演。2000年9月、やるせなすが降板。2002年の3月までプリンプリンと隔週によるレギュラー出演。2002年の4月から単独で木曜日レギュラーとなる。以降は2009年9月まで10年間レギュラーを務めた。同番組における、吉本芸人では最長期間（準レギュラーの期間も含む）である。
活動初期から活躍し、ほぼ同期の次長課長、ブラックマヨネーズ、フットボールアワーなどが若手扱いだったころから、中堅のように認識されたが、近年は多数のレギュラー番組が終了して番組のゲスト出演や「ひな壇」の出演も増えた。
沖縄出身のミュージシャンによるイベント『琉球フェスティバル』にて毎年司会を務めている。同イベントでは酔った観客に泡盛を渡され、「芸人なら飲め」と一気飲みを強要されるなど、毎年酔い潰されている。出演者は「あんな飲ませ方はいい加減やめろ」と戒めるが、こうした行為が止む気配はない。本人たちは「僕らは芸人ですから」と必死に耐えている。
沖縄PRへの貢献などが認められ、2009年開催の沖縄国際映画祭にて『美ら島沖縄大使』に任命される。2月27日、沖縄県庁での認証式が行われた。
2009年8月28日放送の『ライオンのごきげんよう』（フジテレビ系）では、ゴリが初監督を務めた長編映画『南の島のフリムン』をテーマにトークを展開。同作品の撮影秘話として、出演者であるボビー・オロゴンのエピソードを紹介した。ボビー曰く「英語が話せる」とのことだったがいざ撮影に入ると、”汚い英語”だったため相手に全く通じなかった。そのため、英会話スクールに通ってもらったという。また、映画タイトルにある“フリムン”は沖縄方言で馬鹿（アホ）を意味すると紹介した。

## 現在の出演番組
ガレッジセール・ゴリのおきなわフチ歩き（琉球放送）2023年6月4日から第2シーズンスタート

### テレビ
レギュラー
- ラフピー！（琉球放送）
- オリオンツアーpresents ガレッジセールのオリタラドコ旅（千葉テレビ放送）
- ガレッジセールの英雄会議（琉球朝日放送）

特番
- ご当地グルメ探偵団（テレビ朝日系列の中部5局共同制作） - 2011年より正月に放送。

## 過去の出演番組

### テレビ
- P-STOCK（フジテレビ、1996年11月 - 1997年3月28日）テレビ初出演。不定期出演。
- ロンブー荘青春記（日本テレビ、1997年10月 - 1998年9月）
- 吉本ばかな（日本テレビ、1998年10月 - 2001年3月27日）
- 笑っていいとも!（フジテレビ、1999年10月19日 - 2009年9月28日）隔週火曜日→毎週木曜日
- 笑っていいとも!増刊号（フジテレビ、1999年10月24日 - 2009年10月）
- 笑っていいとも!特大号（フジテレビ、2001年 - 2008年）
- SURESUREガレッジセール → 極すれすれガレッジセール → 激すれすれガレッジセール（TBS、1999年10月 - 2001年9月）
- おはスタ1部（テレビ東京、2000年7月 - 2008年3月31日、2020年9月16日[7]） - ゴリタコ → ゴリくん（ゴリ）、カワゲッソー → カワちゃん（川ちゃん）名義
- ワンナイR&R（フジテレビ、2000年10月 - 2006年12月20日）
- 正義の味方（日本テレビ、2001年4月 - 9月）
- ウルトラショップ（日本テレビ、2001年10月18日 - 2002年9月12日）
- 体育王国（TBS、2002年10月12日 - 2003年9月13日）
- どうぶつ奇想天外!（TBS、2003年10月12日 - 2009年3月29日）
- アドレな!ガレッジ（テレビ朝日、2004年10月8日 - 2009年9月29日）
- プリティガレッジ → ガガガガガレッジセール（日本テレビ、2005年4月1日 - 2006年3月31日）
- ガレッジ ワザーランド → エンジョイガレッジ → ガレッジ×ビレッジ（テレビ東京、2006年4月3日 - 2009年3月30日）
- シャル・ウィ・ダンス?（日本テレビ、2006年4月8日 - 2007年3月17日）
- うふふのぷ（関西テレビ、2007年4月7日 - 2008年3月29日）
- にじいろジーン（関西テレビ、2008年4月5日 - 2020年3月28日）
- ファミリーヒストリー（NHK総合、2008年10月11日、2009年7月22日 - 7月29日、2010年8月23日 - 9月13日）
- 地球感動配達人 走れ!ポストマン（毎日放送、2008年10月19日 - 2009年9月20日）
- 天才てれびくんMAX（NHK教育、2010年4月 - 2011年4月） - 9代目司会者
- パフォーマンスA → パフォーマンスZ（TBS、2013年4月22日 - 9月23日）
- ガレッジヴァンガード（テレビ朝日）
- WWEスマックダウン（フジテレビ）
- きん☆すた（NHK福岡、2011年4月8日 - 2016年3月18日）

### ラジオ
- ガレッジセールのallnightnippon-r（ニッポン放送、2000年11月 - 2001年9月）
- ガレッジセールの@llnightnippon.com（ニッポン放送、2001年10月 - 2002年3月）
- ガレッジ ナウ オン セール（TOKYO FM）
- みのもんたのウィークエンドをつかまえろ（文化放送） - レポーター
- ガレッジセールのガレッジパーリー！（FMいしがきさんさんラジオ制作・MUSIC BIRDにて全国コミュニティFMで放送）
- ガレッジセールのぐるーりニッポン（ニッポン放送）

### ドラマ
- ウルトラマンガイア 第46話「襲撃の森」（毎日放送、1999年7月24日） - ノンクレジット
- ちゅらさんシリーズ（NHK総合、2001年 - 2007年）
- 鬼嫁日記シリーズ（関西テレビ、2005年 - 2007年）

ほか多数。

### 映画
- プレイボール（2002年、アースライズ）
- NIN×NIN 忍者ハットリくん THE MOVIE（2004年、東宝）
- チェケラッチョ!!（2006年、東宝）
- 南の島のフリムン（2009年、角川映画)

ほか多数。

## CM
- 沖縄県 キャンペーンCM（2001年）平良とみと共演
- 第一三共ヘルスケア リゲイン（2006年）
- すき家
- 沖縄セルラー電話 auひかり ちゅら（2010年～）
- ジョージア・エメラルドマウンテンブレンド（2010年・浜田率いる「王道派」にも松本率いる「スッキリ派」にも所属していない「中立派」）
- お菓子のポルシェ紅いもタルト（2011年）
- アサヒビール　ゴリッチュ
- くらしのマーケット（2021年）[8]
- オリオンビール （2021年）

## PV
- KICK THE CAN CREW「sayonara sayonara」

## CD
ガレッジセール 名義
- 天下無敵のゴーヤーマン☆（2001年10月31日、R and C（アール・アンド・シー）/コロムビア）
NHK「みんなのうた」より

Gaphia名義
- I Love you,SAYONARA（2002年9月11日、トイズファクトリー/バップ）
テレビ朝日「ガレッジヴァンガード」より

GALAY名義
- 道産子シーサー（2003年2月5日、アルバム「rare collectives vol.2」より）
テレビ朝日系「ガレッジヴァンガード」より

ゴリエ（Gorie with Jasmine & Joann）名義
- Mickey（2004年9月8日、GORIE LABEL）
フジテレビ「水10!・ワンナイR&R」より
- Pecori❤Night（2005年9月14日、GORIE LABEL）
フジテレビ「お台場冒険王2005」テーマソング
カリフォルニア州政府公認イメージソング
「第56回NHK紅白歌合戦」出場曲
- 恋のPECORI♥Lesson（2006年9月20日、GORIE LABEL）

BEGIN with アホナスターズ 名義
- 笑顔のまんま（2009年1月7日、インペリアルレコード）

沖縄サンゴオールスターズ with ガレッジセール 名義
- あんやんてぃんどう（2009年4月22日、日本伝統文化振興財団）

## 舞台
- 単独ライブ チギれる感じ2000〜サンオイルプリーズ〜（2001年8月16日、本多劇場）
- チギれる感じツアー2002 渚のピンポンダッシュ（2002年6月18日・19日、東京 / 6月26日・27日、沖縄 / 7月7日、名古屋 / 7月11日、札幌 / 7月21日、大阪 / 7月25日、福岡 / 追加公演：7月29日・30日、東京）
- ガレッジセールのhand!!「城組と暁組」（2008年7月12日・13日、全労済ホールスペース・ゼロ）
  - 脚本・演出：石原健次
  - その他出演者：てててベイビーズ（森三中大島、あべこうじ、犬の心池谷、ジャングルポケット斉藤、チーモンチョーチュウ菊地、来八小林、キューティーブロンズ先川、スローテンポ橋本、ロングヘアーひろた勇気、うどん瀬山、パンプキンズ、有閑マダム、チョッパーMASA、力）、倉科カナ、市川惠理、回替わりシークレットゲスト（宮川大輔、バナナマン、ココリコ田中直樹）

## DVD
- すれすれガレッジセール ハイキック編
- すれすれガレッジセール ミドルキック編
- すれすれガレッジセール ローキック編
- チギれる感じツアー2002 渚のピンポンダッシュ（2002年7月30日、ルミネtheよしもと収録）
- GARAGE on the PLANET! 2002 ガレッジセール アムステルダムへゆく
- （株）ガレッジ裏テレビ-報道編-
- GARAGE SALE HAND!!2008 城組と暁組（プロデューサー：吉川徹）
- 株式会社カイクリエイツ